# 李性求
李 性求（イ・ソング、1911年1月1日 - 2002年10月14日）は、朝鮮半島出身のバスケットボール選手・指導者。本貫は韓山李氏。
1936年ベルリンオリンピックに日本代表選手の一人として出場した。 第二次世界大戦後は大韓民国でバスケットボール指導者となり、スポーツ組織で要職を務めた。

## 生涯
忠清南道天安出身。普通学校時代からスポーツ万能であったが、少年時代には野球選手になるのが憧れであったという。李性求の叔父はソウルの徽文高等普通学校（現在の徽文高等学校）で野球選手として活躍していた。李性求も徽文高等普通学校に入学するが、小柄という理由で野球部への入部は断られた。
徽文高等普通学校在学中にYMCAでバスケットボールと出会う（jumpball誌によれば、徽文高等普通学校のバスケットボール部が入部を受け入れ、YMCA出身のイ・ヘボンコーチの指導を受けたという）。1930年、延禧専門学校（現在の延世大学校）に進学すると、バスケットボール部を創設して主将となった。現代で言うポイントガードのようなポジションで、ジャンプ力とシュートの正確さが際立っていたという。1932年、延禧専門学校チームは全朝鮮選手権と朝鮮神宮選手権で優勝する。
1933年に卒業後、延禧専門学校に研究員の資格で残るとともに、母校のバスケットボール部のコーチとなった。また、朝鮮バスケットボール協会理事となったという。1934年、進明女子高等学校の教務主任から請われて同校の体育教師となり、以後10年務めることになる。1936年1月、全日本選手権に参加していた朝鮮代表の延禧専門学校チームは、選手1名が事件を起こして欠ける事態となり、関係者として観戦しに来ていた李性求が急遽選手として召集された。李性求は準決勝・決勝を戦い、朝鮮代表はこの全日本選手権で優勝を果たした。1936年ベルリンオリンピックには、日本代表チームの選手として出場した。この時の日本代表には、延禧専門学校チームから他2人の朝鮮人選手も参加している（張利鎮、廉殷鉉）。日本代表は21か国中8位につけた。
1945年に日本の植民地支配が終焉したのち、李性求はアメリカ軍軍政庁に統計局長として勤め、また韓国銀行などにも勤務。また、韓国におけるバスケットボール組織の再建（大韓バスケットボール協会）に努めた。1948年ロンドンオリンピックに参加した韓国代表チームの監督を務め、以後アジア大会やユニバーシアードなどの国際競技において、韓国代表チーム監督や本部役員をたびたび務めた。大韓体育会理事、大韓体育会コーチアカデミー院長などスポーツ界の要職を務め、大韓大学スポーツ委員会（KUSB）やアジアバスケットボール連盟（ABC, 現在のFIBAアジア）の創設に寄与した。アジア選手権の女子大会創設を提案したのも李性求とされ、1965年の第1回アジア女子バスケットボール選手権大会はソウルで開催された。
1984年にバスケットボールコーチ協会会長、1998年に韓国女子バスケットボール連盟（WKBL）総裁。
長寿を保ち、1999年には88歳の高齢でバスケットボール戦術書『バスケットボールの基本的背景』を出版した。 2002年、91歳で没。

## おもな著書
- 농구의 기본적 배경（バスケットボールの基本的背景）[3][2]
- 연세농구 50년사（延世バスケットボール50年史）[3]

## 栄典
- 1962年 - 文化褒章[3][2]
- 1971年 - 国民勲章牡丹章[3][2]
- 1982年 - 大韓民国体育賞（功労賞）[3][2]